# Zoltán Tildy
Zoltán Tildy (n. 18 noiembrie 1889, Loșonț – d. 3 august 1961, Budapesta) a fost un lider influent al Ungariei, care a servit drept Prim-ministru al Ungariei între 1945-1946 și Președinte al Ungariei între 1946-1948, în perioada de după război și până la acapararea puterii de către comuniștii sprijiniți de sovietici.
S-a născut în Loșonț (astăzi Lučenec, Slovacia) în Imperiul Austro-Ungar, în familia unui oficial maghiar în guvernul local. A obținut diploma în teologie la Academia Teologică Reformată din Pápa, după care a petrecut un an de studii la Colegiul Adunării din Belfast, Irlanda de Nord. Servește ca preot activ al Bisericii Reformate începînd cu 1921 și editează cotidianul Bisericii Reformate din Ungaria, numit Keresztény Család (Familia Creștină), precum și alte periodice. În 1929 se înscrie în Partidul Proprietarilor Independenți Mici (FKgP) alături de alte personalități politice maghiare, inclusiv Ferenc Nagy. Devine la scurt timp vice-președinte executiv al organizației.
Este ales în parlamentul maghiar și reales în 1936 și 1939. Face presiuni asupra guvernului lui Horthy de a se retrage din Al doilea război mondial. După ocuparea Ungariei de către germani, Tildy este obligat să se ascundă. După ce sovieticii eliberează Ungaria, Tildy devine lider al FKgP. Apoi devine prim-ministru al Ungariei, cu mandat între septembrie 1945 și februarie 1946, când este ales președinte al Ungariei.
Servește drept primul președinte al Republicii Ungaria până la 30 iulie 1948, când este obligat să demisioneze din cauza zvonurilor apărute după arestarea ginerelui său pentru corupție și adulter. Tildy este ținut sub arest la domiciliu în Budapesta până la 1 mai 1956. Este numit ministru de stat în guvernul de coaliție din timpul Revoluției maghiare din 1956. În cele din urmă este arestat de către forțele soviete după ce revoluția este nimicită de către intervenția Pactului de la Varșovia. La 15 iunie 1958 este condamnat de către Curtea Supremă la șase ani de închisoare, în procesul lui Nagy Imre și a asociaților acestuia. Este eliberat însă, sub o amnistie individuală în aprilie 1959 din prisma vârstei sale (și a bolii aflate într-o stare avansată). Trăiește în izolare completă până la moartea sa, la 4 august 1961.